# Grijsborstlijstertimalia
De grijsborstlijstertimalia (Kakamega poliothorax) is een zangvogel uit de familie van de vlekkeellijsters (Arcanatoridae).

## Verspreiding en leefgebied
Het dier komt voor in Burundi, Democratische Republiek Congo, Equatoriaal-Guinea, Kameroen, Kenia, Nigeria, Rwanda en Oeganda.

## Protonym
- Alethe poliothorax - Reichenow, 1900

## Synoniemen
- Trichastoma poliothorax - (Reichenow, 1900)